# Philippe Martin (linguiste)
 (avril 2025).
La mise en forme du texte ne suit pas les recommandations de Wikipédia : il faut le « wikifier ».
Les points d'amélioration suivants sont les cas les plus fréquents :
- Les titres sont pré-formatés par le logiciel. Ils ne sont ni en capitales, ni en gras.
- Le texte ne doit pas être écrit en capitales (les noms de famille non plus), ni en gras, ni en italique, ni en « petit »…
- Le gras n'est utilisé que pour surligner le titre de l'article dans l'introduction, une seule fois.
- L'italique est rarement utilisé : mots en langue étrangère, titres d'œuvres, noms de bateaux, etc.
- Les citations ne sont pas en italique mais en corps de texte normal. Elles sont entourées par des guillemets français : « et ».
- Les listes à puces sont à éviter, des paragraphes rédigés étant largement préférés. Les tableaux sont à réserver à la présentation de données structurées (résultats, etc.).
- Les appels de note de bas de page (petits chiffres en exposant, introduits par l'outil «  Source ») sont à placer entre la fin de phrase et le point final[comme ça].
- Les liens internes (vers d'autres articles de Wikipédia) sont à choisir avec parcimonie. Créez des liens vers des articles approfondissant le sujet. Les termes génériques sans rapport avec le sujet sont à éviter, ainsi que les répétitions de liens vers un même terme.
- Les liens externes sont à placer uniquement dans une section « Liens externes », à la fin de l'article. Ces liens sont à choisir avec parcimonie suivant les règles définies. Si un lien sert de source à l'article, son insertion dans le texte est à faire par les notes de bas de page.
- La présentation des références doit suivre les conventions bibliographiques. Il est recommandé d'utiliser les modèles {{Ouvrage}}, {{Chapitre}}, {{Article}}, {{Lien web}} et/ou {{Bibliographie}}. Le mode d'édition visuel peut mettre en forme automatiquement les références.
- Insérer une infobox (cadre d'informations à droite) n'est pas obligatoire pour parachever la mise en page.

Pour une aide détaillée, merci de consulter Aide:Wikification.
Si vous pensez que ces points ont été résolus, vous pouvez retirer ce bandeau et améliorer la mise en forme d'un autre article.
 (avril 2025).
Motif : Aucune des sources ne démontre l'admissibilité du sujet WP:CAA
- Archive Wikiwix
- Bing
- Cairn
- DuckDuckGo
- E. Universalis
- Gallica
- Google
- G. Books
- G. News
- G. Scholar
- Persée
- Qwant
- (zh) Baidu
- (ru) Yandex
- (wd) trouver des œuvres sur Wikidata

| 1. | Préciser le motif de la pose du bandeau. | Précisez le motif de la pose du bandeau en utilisant la syntaxe suivante : {{admissibilité à vérifier\|date=août 2025\|motif=remplacez ce texte par le motif}}                                   |
| 2. | Informer les utilisateurs concernés.     | Pensez à avertir le créateur de l'article, par exemple, en insérant le code ci-dessous sur sa page de discussion : {{subst:avertissement admissibilité à vérifier\|Philippe Martin (linguiste)}} |

Pour les articles homonymes, voir Philippe Martin et Martin.
Philippe Martin est un phonéticien, linguiste, informaticien, développeur du progiciel WinPitch, né à Ixelles (Belgique) le 4 janvier 1944.

## Formation
Philippe Martin est né et a grandi à Bruxelles. Après avoir passé un bac de lettres classiques, suivi d’un bac scientifique, il obtient un diplôme d’ingénieur en électromécanique de l’Université Libre de Bruxelles en 1967.
Il émigre ensuite à Toronto (Canada) et commence une carrière de chercheur en analyse du signal de parole sous la direction de Pierre Léon,, fondateur du laboratoire de phonétique de l’Université de Toronto. Il obtient un premier doctorat en linguistique (Université de Nancy) en 1971, puis un second en Sciences Appliquées (Université Libre de Bruxelles) en 1973.
Sa rencontre avec Marie-Claude Artaud, assistante du linguiste français André Martinet, puis du linguiste argentin Luis Prieto, a été déterminante dans l’orientation de ses recherches sur la phonologie de l’intonation de la phrase, orientation profondément marquée ensuite à Aix-en-Provence par Claire Blanche-Benveniste (analyse du français parlé), de Jean-Roger Vergnaud (linguistique formelle) et plus récemment de Victor Boucher et Annie Gilbert (ondes cérébrales).

## Carrière
Il débute en 1975 une carrière d’enseignant de phonétique et de linguistique au Département de français de l’Université de Toronto, jusqu’en 1978.
Nommé professeur des Universités à l’Université de Provence en 1978, il poursuit ses recherches sur l’intonation dans la parole, simultanément sur les plans phonétique, phonologique et acoustique.
Il rentre au Canada en 1986 poursuivant sa carrière d’enseignant jusqu’en 2002, année où il est nommé professeur puis directeur de L’UFR de Linguistique de l’Université Paris 7 Paris Diderot (aujourd’hui Paris Cité).
Il a été également professeur invité dans de nombreuses universités, au Brésil, UFRJ (Niteroi), UFMG (Campinas) et UFPA (Belém), en Algérie (U. M. Mammeri, Tizi-Ouzou), Espagne (U. Barcelona), Italie (U. di Firenze, U. di Napoli, U. Roma 3), Tchad (N’Djamena), Russie, (NEFU, Yakutsk), U. de Montréal (Canada).

## Œuvre scientifique
L’essentiel de sa contribution à la phonologie porte sur l’intonation de la phrase, tout d’abord en français,, puis étendue aux autres langues romanes (3) ainsi qu’à l’anglais, au néerlandais et au coréen. Dans ses travaux, l’intonation de la phrase (suite de mouvements mélodiques à l’endroit des voyelles des syllabes accentuées), se place, pour le locuteur mais aussi pour le lecteur, avant la construction grammaticale. Il s’oppose ainsi au concept dominant autosegmental-métrique, voulant que l’intonation de la phrase résulte d’une percolation réalisée à partir de la syntaxe. Sa conception du rapport intonation-syntaxe se trouve étayée par des résultats expérimentaux récents liant le positionnement des syllabes accentuées aux oscillations cérébrales delta (4). Cette approche se révèle particulièrement bien adaptée à l’analyse linguistique de l’oral spontané (dans le cadre de la macrosyntaxe), en évitant d’invoquer des règles complexes d’ajustement syntaxique.

## Réalisations
En 1977, il a conçu et réalisé un système de relèvement d’artéfacts pour fouilles archéologiques par ultrasons suivi de leur classement automatique. Il a fondé la société Pitch Instruments dont les réalisations, les « analyseurs de mélodie » ont été commercialisées par Froekjaer-Jensen (au Danemark), et par Voice Identification (aux USA). De 1978 à 1995, il a développé un logiciel de routage de circuits imprimés fonctionnant sur ordinateur personnel, commercialisé par les sociétés OrCAD et Ivex (Portland, Oregon). Il a également développé un logiciel de conception de tissus (Microdata, Italie) ainsi que de gestion d’horaire pour la grande distribution.
Depuis 1970, il a élaboré de nombreux dispositifs d’analyse de la parole (électroniques et logiciels). Ses premières réalisations à Toronto, où il disposait d’un ordinateur PDP/8, permettaient de visualiser en temps réel, avec un infime taux d’erreur, la courbe mélodique d’une phrase,. Ces dispositifs, révolutionnaires pour l’époque, lui ont permis d’analyser rapidement un très grand nombre de données, tandis qu’il fallait alors plusieurs minutes, par analyse spectrographique, pour visualiser une courbe mélodique de 2,4 secondes… Ces données lui ont permis de poser, dès 1975, le concept de hiérarchie prosodique, marqué par un contraste de pente mélodique en français,.
L’analyse des données prosodiques et leur modélisation phonologique concentrent la plupart de ses recherches actuelles, soutenues par les améliorations constantes, apportées depuis 1995 jusqu’à aujourd’hui au logiciel WinPitch,,. Ce logiciel est pourvu de très nombreuses fonctions optimisant l’analyse de très grands corpus de parole lue et spontanée : concordancier intégré, transcription et segmentation automatique (incluant le russe, le mandarin, le coréen, l’hindi, le thaï, l’arabe…), intégration de données physiologiques, et surtout un dispositif d’annotation prosodique permettant l’acquisition de données dans les cas d’enregistrement très défavorables (chevauchements de parole, enregistrements anciens, etc.), cas pour lesquels des logiciels plus répandus ne fournissent que des résultats erronés.

## Publications
Il est l’auteur de plus de 350 publications dans les domaines de l’analyse acoustique du signal de parole, de la phonétique et de la phonologie de l’intonation, ainsi que de 8 ouvrages, abordant divers aspects de l’analyse acoustique de la parole (titres 1, 5 et 6 dans la liste ci-dessous) ainsi que de la phonétique et la phonologie de l’intonation de la phrase (titres 2, 3 et 4).

### Œuvres sélectionnées
1. Phonétique acoustique : Introduction à l'analyse acoustique de la parole, Paris, Dunod, 2008, 168 p.   (ISBN 2200355211)
2. Intonation du français, Paris, 2009, Dunod, 256 p. (ISBN 2-2002-4354-5)
3. The Structure of Spoken Language: Intonation in Romance, Cambridge University Press, 2015, 240 p.  (ISBN 1-1070-3618-6)
4. Intonation, structure prosodique et ondes cérébrales, London : ISTE., 2018, 322 p.  (ISBN 9781784053703)
5. Analyse acoustique de la parole, London: ISTE, 2020, 184 p.  (ISBN 9781784057145)
6. Speech Acoustic Analysis, Hoboken: Wiley, 2021, 208 p.  (ISBN 978-1-786-30319-6)

## Distinctions
Il a reçu en 2018 le titre Docteur Honoris Causa de l’Université Charles, à Prague (République Tchèque).